# Diporiphora winneckei
Diporiphora winneckei är en ödleart som beskrevs av  Lucas och FROST 1896. Diporiphora winneckei ingår i släktet Diporiphora och familjen agamer. Inga underarter finns listade i Catalogue of Life.